# Chartocerus fujianensis
Chartocerus fujianensis is een vliesvleugelig insect uit de familie Signiphoridae. De wetenschappelijke naam is voor het eerst geldig gepubliceerd in 1985 door Tang.